# Mercedes-Benz EQE
Mercedes-Benz EQE — электромобиль-седан немецкой торговой марки Mercedes-Benz, находящийся в производстве с марта 2022 года.

## Описание
Впервые автомобиль Mercedes-Benz EQE был представлен в 2021 году на Международном автомобильном салоне. Модель произведена на платформе MEA, параллельно с Mercedes-Benz EQS. За основу модели был взят автомобиль Mercedes-Benz W213.
Также существует кроссовер Mercedes-Benz EQE SUV.

## Технические характеристики
| Модель             | Годы производства | Мощность      | Крутящий момент | Напряжение | Трансмиссия |
| ------------------ | ----------------- | ------------- | --------------- | ---------- | ----------- |
| EQE 350            | С 2022            | 288 л. с.     | 530 Н*м         | 100/90 кВт | RWD         |
| AMG EQE 43 4MATIC  | С 2022            | 469 л. с.     | 858 Н*м         | 100/90 кВт | 4WD         |
| AMG EQE 53 4MATIC+ | С 2022            | 625—687 л. с. | 950—1000 Н*м    | 100/90 кВт | 4WD         |

## Галерея
| - Вид сзади - Место водителя - Вид сбоку |

## Модификации
- EQE 300
- EQE 350+
- EQE 500 4Matic
- EQE 43 AMG 4Matic
- EQE 53 AMG 4Matic+
- EQE 53 AMG 4Matic+ Dynamic Plus
- EQE 63 AMG